# بحيرة كاينجي
بحيرة كاينجي تقع في غرب نيجيريا، هي خزان على نهر النيجر، تشكلت من سد كاينجي. تأسست في عام 1968، وهي جزء من ولاية النيجر ودولة كيببي. حديقة بحيرة كاينجي الوطنية (KNLP)، تقع حول البحيرة، هي أقدم حديقة وطنية في نيجيريا، التي أنشئت في عام 1976.

## سد كاينجي
يقع سد كاينجي في ولاية جنوب النيجر ويولّد الطاقة لمعظم البلدات في نيجيريا. وقد تم بناءة منذ عام 1964 إلى عام 1968 وتكلف حوالي 209 مليون دولار، استخدم ربعها لنقل السكان الأصليين. جنبًا إلى جنب مع سد أصغر لتيار صغير، يبلغ طوله 10 كم وارتفاعه 65 مترا في الوسط. ولديه القدرة على توليد 12 توربينًا بإجمالي 960 ميجاوات، ولكن تم تركيب 8 توربينات فقط، مما ينتج 760 ميجاوات. جزء من الإنتاج يباع إلى دولة النيجر المجاورة.

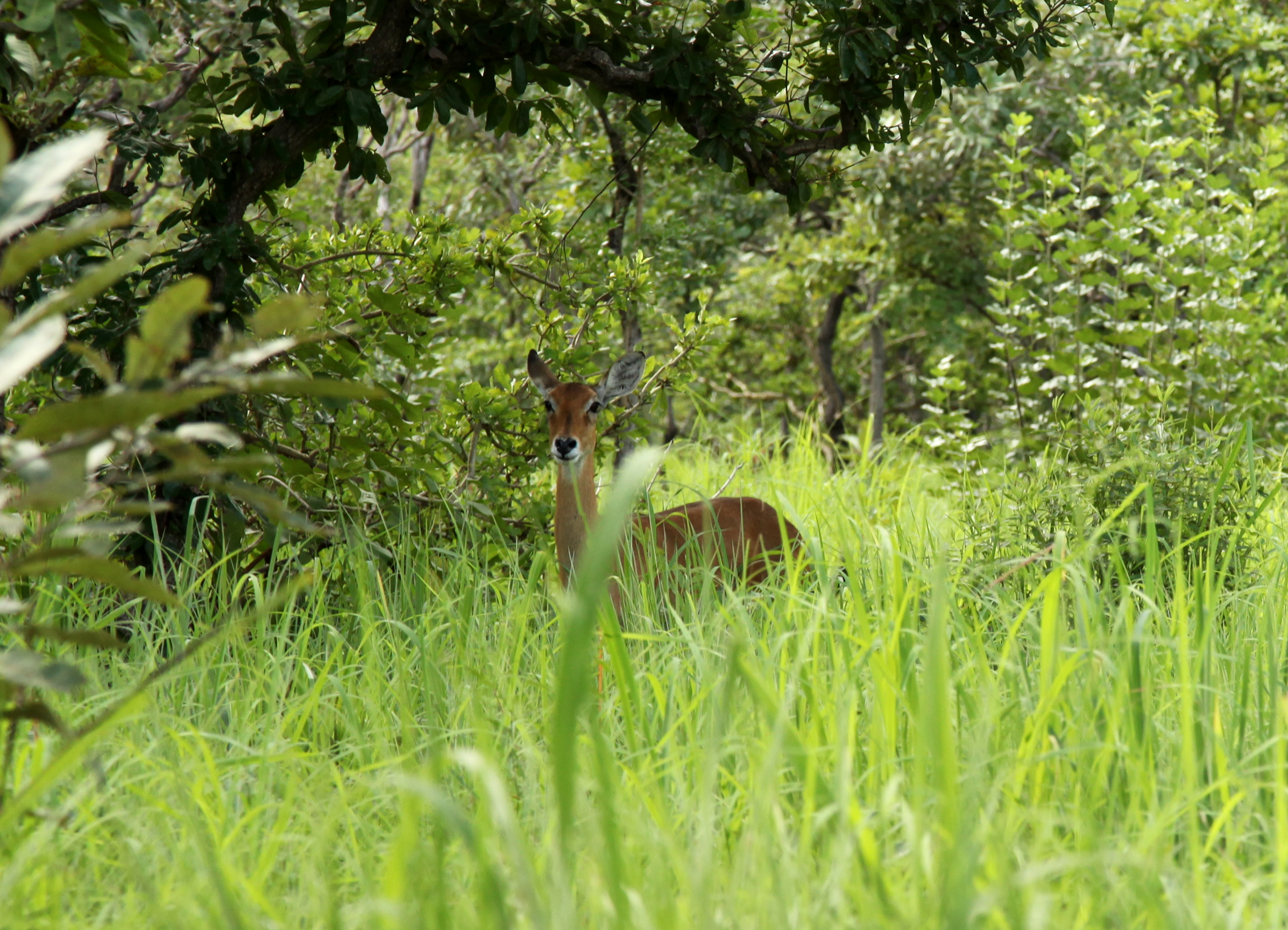
كوب (الظباء) في الحديقة الوطنية.

## الحديقة الوطنية
تقع حديقة بحيرة كاينجي الوطنية في مقر واوا على بعد 560 كم شمال لاجوس، بالقرب من الحدود مع جمهورية بنين. تضم اثنين من القطاعات وهما بوركي جيم ريسيرف وزورجيرما جام ريسيرف، والتي تفصلها بحيرة كاينجي. تشمل الحياة البرية الوفيرة في الحفاظ عليها: القردة، الدككرات، الفرس، الضباع، حيوان الكوب، الظباء الظبيانية، والخنازير.
يقتصر استخدام قطاع بورجو (الغربي) على السياحة فقط ؛ يفتقر قطاع زوغورما (الشرقي) إلى البنية التحتية، بما في ذلك طرق الوصول. تتجانس تضاريس المنتزه برفق مع انخفاض عام في الارتفاع من الغرب إلى الشرق. ويستنزف قطاع بورجو أساسا من نهري أولي وتيمو ودورو وروافده، في حين يجف قطاع زوغورما من نهري مينغيارا ونوا تيزورو. إن نباتات الحديقة نموذجية من فسيفساء غابات السافانا الغينية، على الرغم من أنه في بعض المناطق يبدو أكثر سواحلية. غابات مشاطية تقع على ضفاف المجاري المائية الكبيرة.

## قضايا الصيانة
على الرغم من أن المساحة المحيطة بالمنتزه ذات كثافة سكانية منخفضة نسبيًا، فإن العديد من الأنشطة البشرية تؤثر سلبًا على الحديقة. وتشمل هذه إزالة الغابات والحرق غير المنضبط والرعي غير القانوني وهي سائدة بصفة خاصة في قطاع زوغورما. تحدث الثدييات البرية بكثافات منخفضة نسبيًا بسبب الصيد غير القانوني. عانت بحيرة كاينجي من انخفاض هائل في مصايد الأسماك بسبب العدد الكبير من صيادي الأسماك الحرفية والمسمكة الذين يستخدمون البحيرة. وقد اقتُرح أن فترة الإغلاق، جنبًا إلى جنب مع حقوق الصيد الخاضعة للرقابة قد تساعد في تحسين المخزون السمكي.